# داميان ريتشاردسون (لاعب كرة قدم أمريكية)
داميان ريتشاردسون (بالإنجليزية: Damien Richardson)‏ هو لاعب كرة قدم أمريكية أمريكي، ولد في 3 أبريل 1976 في لوس أنجلوس في الولايات المتحدة.

## وصلات خارجية
- داميان ريتشاردسون على موقع مرجع كرة القدم المحترفة.كوم (الإنجليزية)